# Häerdcheslee

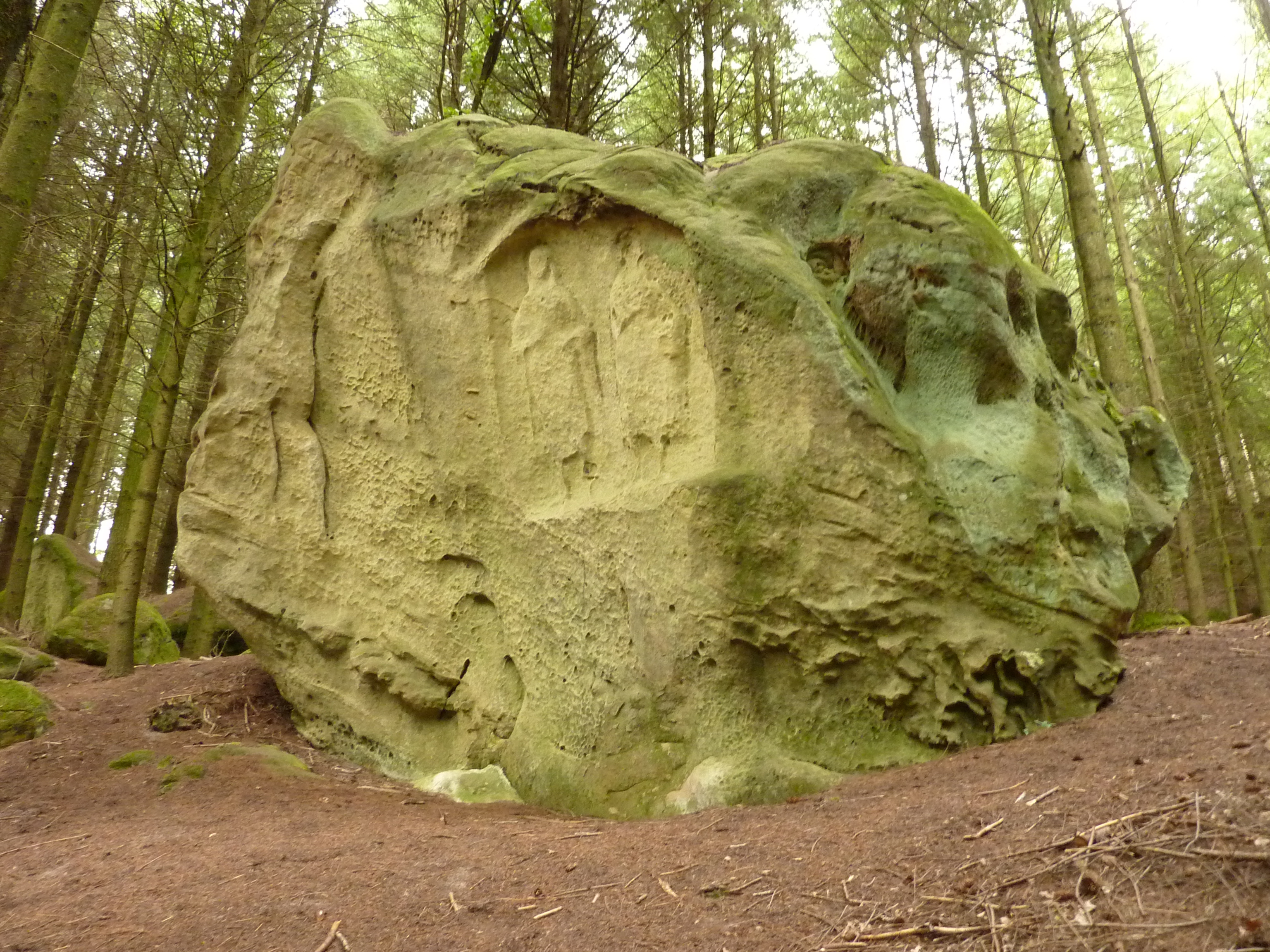
Häerdcheslee: Sandsteinfels mit dem römischen Grabrelief

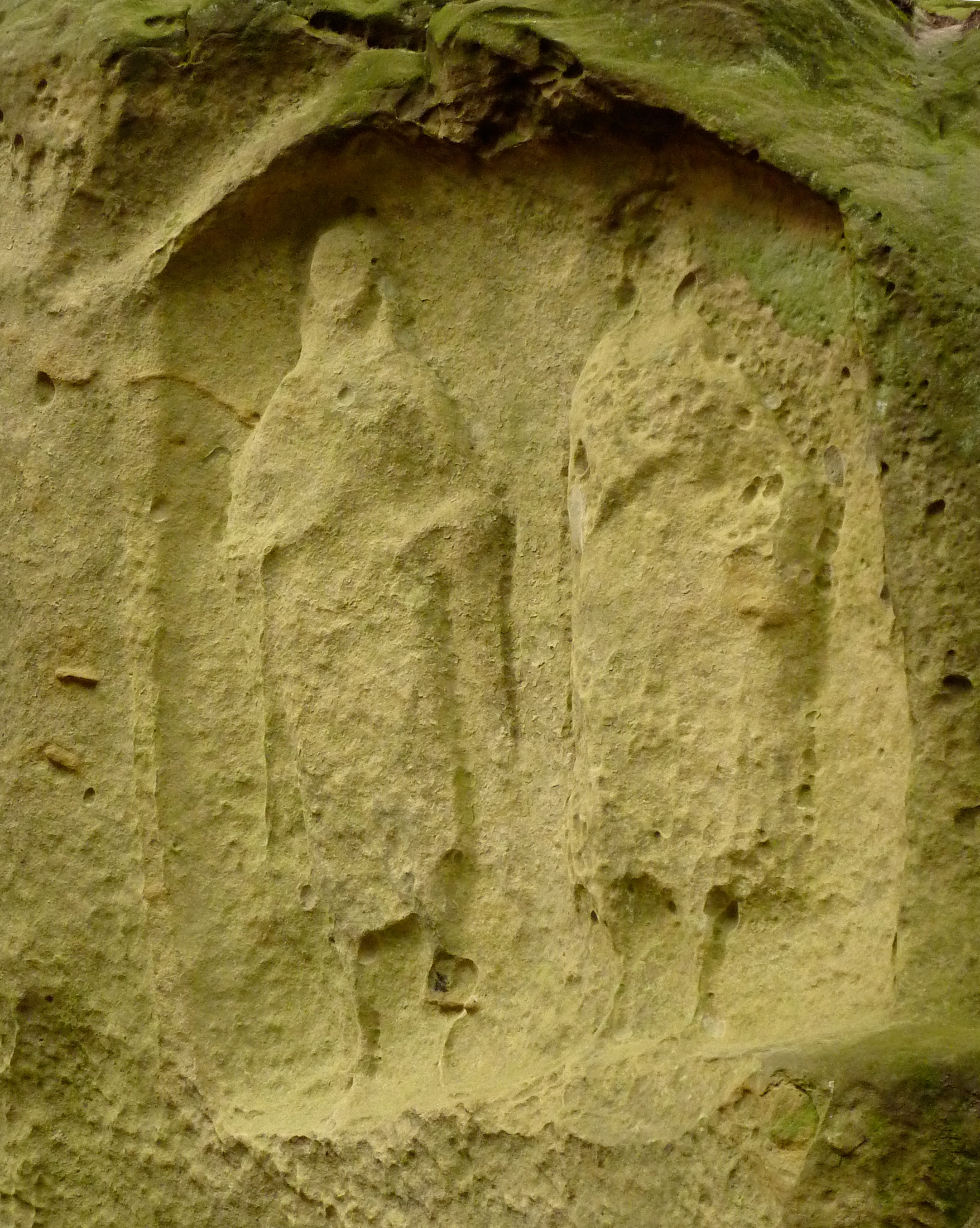
Häerdcheslee: Darstellung der Verstorbenen

Der Häerdcheslee, auch Härdcheslay oder Härtcheslay, ist ein solitärer Fels, nördlich von Altlinster in der Gemeinde Junglinster im Großherzogtum Luxemburg. Auf dem Fels sind auf einem heute verwitterten Halbrelief zwei Personen dargestellt. Es handelt sich bei der Häerdcheslee um ein gallo-römisches Grabmonument vermutlich aus dem ersten oder zweiten Jahrhundert nach Christus. Urkundlich erstmals erwähnt wurde der Ort als Härtgeslay im Jahre 960.
Geologisch gesehen besteht der Fels aus hellem gelblichem Luxemburger Sandstein. Die Bezeichnung Ley, Lae oder auch Lay bedeutet Fels. Der Wortbestandteil Haard, Häerd oder Häerdchen steht im Fränkischen allgemein für einen Wald. Das Halbrelief zeigt zwei überlebensgroße, stehende Personen in einer Nische. Die beiden Figuren wurden in der Bevölkerung immer als „de Mann an d’Fra op der Lae“ (der Mann und die Frau auf dem Fels) bezeichnet. Die linke der beiden Figuren misst 2,10 Meter, die Rechte 2,0 Meter. Beide Personen tragen lange, bis über die Knie reichende Mäntel. Bei der linken Figur ist der Kopf noch erhalten. Es scheint, als sei eine Kapuze über den Kopf gezogen. In der rechten Hand hält sie ein stabförmiges Attribut, das über die rechte Schulter bis an den Bildrand reicht. Bei der etwas kleineren rechten Person fehlt der Kopf, Attribute sind nicht mehr zu erkennen.
Die verschiedenen Erklärungsversuche dieses für Luxemburg einmaligen Bildwerkes reichten von der Darstellung einer keltischen Verlobungsszene, über die Darstellung einer keltischen Göttin mit ihrem Priester bis zu der Darstellung von Schutzgeistern (Laren) einer benachbarten Quelle. Tatsächlich handelt es sich jedoch um die Abbildung der oder des Verstorbenen auf einem Grabmonument. Unklar bleibt indes, ob es sich bei den Dargestellten um eine Frau und einen Mann oder um zwei Männer handelt.
Oberhalb des Reliefs befindet sich auf dem Kopf der „Häerdcheslee“ eine in den Felsen eingemeißelte, viereckige Grube, die vermutlich zur Aufnahme der Ascheurnen der gallo-römischen Bestattung gedient hat, und als Härdchesschrein bezeichnet wird. Eine weitere Vertiefung an der Seite trägt, nach ihrer Form, den Namen Härtcheswiege (Härdcheswei).
Victor Hugo, der sich in den 1860er Jahren häufiger in Luxemburg aufhielt, inspirierte sich an der Häerdcheslee und verarbeitete seine Erinnerungen 1862 in seinem Roman L’Homme qui rit.
Im Wald „Härdchen“ befinden sich weitere, einzelstehende Felsen. Einer dieser Felsen, welcher markant überhängt, wird als Freylay, ein weiterer als Härtcheskirch (Häerdcheskiirch) bezeichnet.
Wetzrillen an einigen dieser Felsen belegen eine Nutzung des Platzes schon in vorgeschichtlicher Zeit.